# エラン・コリリン
エラン・コリリン（ヘブライ語: ערן קולירין, 英語: Eran Kolirin, 1973年11月4日 - ）は、イスラエルの脚本家、映画監督である。

## キャリア
『迷子の警察音楽隊』（2007年）で映画監督デビューを果たした。同作は批評面で成功し、イスラエル映画アカデミー賞では8部門を受賞し、コリリン自身も監督賞と脚本賞を受賞した。
2011年には『Hahithalfut』を発表し、第68回ヴェネツィア国際映画祭コンペティション部門で上映された。

## 主なフィルモグラフィ
| 年   | 作品名                          | 言語                         | クレジット       | 備考 |
| ---- | ------------------------------- | ---------------------------- | ---------------- | ---- |
| 1999 | Tzur Hadassim                   | ヘブライ語                   | 脚本             |      |
| 2007 | 迷子の警察音楽隊 ביקור התזמורת  | アラビア語、英語、ヘブライ語 | 監督・脚本       |      |
| 2011 | ההתחלפות                        | ヘブライ語                   | 監督・脚本・製作 |      |
| 2016 | 山のかなたに מעבר להרים ולגבעות | ヘブライ語                   | 監督・脚本       |      |
| 2021 | 朝が来ますように ויהי בוקר      | ヘブライ語                   | 監督・脚本       |      |